# Pavelló Hospitalari Penitenciari de Terrassa
El Pavelló Hospitalari Penitenciari de Terrassa és una presó de la Generalitat de Catalunya situada al municipi de Terrassa. Es va inaugurar l'any 1992.